# Karel Piták
Karel Piták est un footballeur tchèque né le 28 janvier 1980 à Hradec Králové.

## Carrière
- 1998-déc. 2001 :  FC Hradec Kralové
- jan. 2002-2006 :  Slavia Prague
- 2006-2010 :  Red Bull Salzbourg
- depuis 2010 :  FK Jablonec

## Sélections
- 3 sélections avec la Tchéquie entre 2006 et 2007.

## Palmarès
- Vainqueur du Championnat d'Autriche de football 2006-2007, 2008-2009 et 2009-2010
- Vainqueur de la Coupe de Tchéquie de football 2012-2013
- Vainqueur de l'Euro espoirs 2002